# Phyllonorycter chionopa
Phyllonorycter chionopa là một loài bướm đêm thuộc họ Gracillariidae. Nó được tìm thấy ở Namibia.